# America's Next Top Model (mùa 18)
America's Next Top Model, Mùa thi 18 (còn được gọi là America's Next Top Model: Cuộc xâm lược của người mẫu Anh) là mùa thi thứ 18 của chương trình thực tế America's Next Top Model phát sóng vào ngày 29 tháng 2 năm 2012. Chương trình đã bị chiếm thời gian của trận chung kết hai tập phim dự kiến của Remodeled.
Chương trình mùa này có 14 thí sinh, 7 thí sinh Anh đã từng thi đấu trong Britain's Next Top Model và 7 thí sinh hoàn toàn mới của Mỹ trong một đối thủ cạnh tranh tổng thể.
Các điểm đến quốc tế cho mùa này là Toronto cho top 10, Ma Cao cho top 6 và Hồng Kông cho top 5.
Bài hát quảng cáo cho mùa này là Engerland (Fabio The Daddyo) bởi Blues Saraceno.
Giải thưởng cho mùa này là:
- Một hợp đồng người mẫu với công ty LA Models & New York Model Management
- Cơ hội trở thành phóng viên cho Extra
- Được xuất hiện trên tạp chí Vogue Italia và Beauty In Vogue
- Trở thành khuôn mặt đại diện của America's Next Top Model cho hãng nước hoa Dreams Come True
- Được sản xuất tác phẩm âm nhạc của mình bởi CBS Records
- 1 hợp đồng với công ty mỹ phẩm CoverGirl trị giá 100.000$

Người chiến thắng là cô gái 21 tuổi, Sophie Sumner từ Oxford, Anh, khiến cô trở thành người chiến thắng đầu tiên không phải là người Mỹ

## Đinh dạng chương trình và giải thưởng
Đây là phiên bản đầu tiên của America's Next Top Model được quay và phát sóng độ nét cao (HD) và chuyên gia của ngành thời trang Kelly Cutrone sẽ thay thế biên tập của tạp chí Vogue, André Leon Talley trong vai trò ban giám khảo. Phần còn lại của ban giám khảo vẫn giữ nguyên. Đây là mùa giải cuối cùng có sự góp mặt của Jay Manuel, J. Alexander, và Nigel Barker.

## Sơ tuyển
Phiên bản khác nhau của chương trình đã xảy ra trong Germany's Next Topmodel. Trong mùa thứ tư của Germany's Next Top Model có một thí sinh chiến thắng của Austria's Next Topmodel, Larissa Marolt được chọn để chung cùng các thí sinh khác như một thí sinh đại diện.
Mùa giải thứ 18 của America's Next Top Model đã được phụ đề "Cuộc xâm lược của Anh", và tức nghĩa 7 cô gái từ các mùa trước của Britain's Next Top Model sẽ có cơ hội thứ hai để giành chiến thắng. Chỉ có mùa 1 và 7 không có người đại diện, mùa 2, 3, 4, 6 trong số đó mỗi mùa đại diện bởi một thí sinh, và mùa 5 được đại diện bởi ba thí sinh.

Các thí sinh từ Britain's Next Top Model và vị trí trước đó của họ là:
| Mùa trước | Thí sinh         | Vị trí cũ |
| --------- | ---------------- | --------- |
| Mùa 2     | Jasmia Robinson  | Top 3     |
| Mùa 3     | Louise Watts     | Á quân    |
| Mùa 4     | Catherine Thomas | Á quân    |
| Mùa 5     | Ashley Brown     | Top 4     |
| Mùa 5     | Annaliese Dayes  | Top 7     |
| Mùa 5     | Sophie Sumner    | Á quân    |
| Mùa 6     | Alisha White     | Á quân    |

## Các thí sinh
(Độ tuổi thí sinh được tính từ lúc tham gia chương trình)
| Đến từ                                  | Thí sinh             | Tuổi | Chiều cao               | Quê quán             | Bị loại ở | Hạng         |
| --------------------------------------- | -------------------- | ---- | ----------------------- | -------------------- | --------- | ------------ |
| Vương quốc Liên hiệp Anh và Bắc Ireland | Jasmia Robinson      | 24   | 1,74 m (5 ft 8+1⁄2 in)  | Luân Đôn             | Tập 1     | 14           |
| Hoa Kỳ                                  | Mariah Watchman      | 20   | 1,80 m (5 ft 11 in)     | Pendleton, Oregon    | Tập 2     | 13           |
| Vương quốc Liên hiệp Anh và Bắc Ireland | Louise Watts         | 25   | 1,74 m (5 ft 8+1⁄2 in)  | Essex                | Tập 3     | 12 (bỏ cuộc) |
| Hoa Kỳ                                  | Candace Smith        | 22   | 1,75 m (5 ft 9 in)      | Brooklyn, New York   | Tập 4     | 11           |
| Vương quốc Liên hiệp Anh và Bắc Ireland | Ashley Brown         | 22   | 1,73 m (5 ft 8 in)      | Armadale, Scotland   | Tập 5     | 10           |
| Hoa Kỳ                                  | AzMarie Livingston   | 24   | 1,77 m (5 ft 9+1⁄2 in)  | Milwaukee, Wisconsin | Tập 6     | 9            |
| Hoa Kỳ                                  | Kyle Gober           | 20   | 1,78 m (5 ft 10 in)     | Magnolia, Texas      | Tập 7     | 8            |
| Hoa Kỳ                                  | Seymone Cohen-Fobish | 19   | 1,80 m (5 ft 11 in)     | Augusta, Georgia     | Tập 8     | 7            |
| Vương quốc Liên hiệp Anh và Bắc Ireland | Catherine Thomas     | 21   | 1,75 m (5 ft 9 in)      | Folkestone           | Tập 9     | 6            |
| Hoa Kỳ                                  | Eboni Davis          | 18   | 1,75 m (5 ft 9 in)      | Seattle, Washington  | Tập 10    | 5            |
| Vương quốc Liên hiệp Anh và Bắc Ireland | Alisha White         | 20   | 1,80 m (5 ft 11 in)     | Luân Đôn             | Tập 10    | 4 (bỏ cuộc)  |
| Vương quốc Liên hiệp Anh và Bắc Ireland | Annaliese Dayes      | 24   | 1,70 m (5 ft 7 in)      | Luân Đôn             | Tập 11    | 3            |
| Hoa Kỳ                                  | Laura LaFrate        | 20   | 1,79 m (5 ft 10+1⁄2 in) | Scotia, New York     | Tập 13    | 2            |
| Vương quốc Liên hiệp Anh và Bắc Ireland | Sophie Sumner        | 21   | 1,75 m (5 ft 9 in)      | Oxford               | Tập 13    | 1            |

## Tập phát sóng

### Tập 1: Kelly Osbourne
Lên sóng: 29 tháng 2, 2012
Cuộc thi bắt đầu tại Universal Studios ở Hollywood, bảy mẫu xe mới của Mỹ phát hiện ra rằng họ sẽ chiến đấu chống lại các thí sinh trước đó từ Britain's Next Top Model. Các cuộc đụng độ bắt đầu từ một cuộc diễu hành thời trang với các người mẫu trên chiếc xe diễu hành. Các cô gái Mỹ nhận được tình yêu từ người hâm mộ của họ, trong khi các cô gái Anh được chào đón bởi sự im lặng từ đám đông. Sau khi cuộc diễu hành, các người mẫu tham gia vào một thử thách catwalk ở trên đường băng. Trong những thách thức, Ashley bị xúc phạm khi Candace gọi cô là một thủ thuật, trong khi Jasmia ném chiếc áo khoác vào mặt AzMarie.
Sau buổi biểu diễn, các cô gái đến nhà mới của họ. Các cô gái Mỹ bắt đầu tắm truồng trong hồ bơi, gây sốc cho các cô gái Anh. Buổi chụp hình đầu tiên đã miêu tả các cô gái như những người nổi tiếng ở Mỹ và Anh trong khi nhảy trên một tấm bạt lò xo, với sáu mươi máy ảnh chụp họ trong một shoot 3D.
| Người nổi tiếng | Người nổi tiếng            | Người nổi tiếng | Người nổi tiếng         |
| Thí sinh        | Người nổi tiếng tại Mỹ     | Thí sinh        | Người nổi tiếng tại Anh |
| --------------- | -------------------------- | --------------- | ----------------------- |
| AzMarie         | George Washington          | Catherine       | Nữ hoàng Elizabeth I    |
| Candace         | Janet Jackson              | Annaliese       | Melanie Brown           |
| Eboni           | Jacqueline Kennedy Onassis | Ashley          | Công nương Diana        |
| Kyle            | Andy Warhol                | Louise          | Amy Winehouse           |
| Laura           | Madonna                    | Alisha          | Elton John              |
| Mariah          | Pocahontas                 | Jasmia          | John Lennon             |
| Seymone         | Michelle Obama             | Sophie          | Margaret Thatcher       |

Bộ đôi Seymone và Sophie nhận được lời khen ngợi nhất, trong khi Kyle, Catherine và Laura cũng đã được ca ngợi về hình ảnh tốt đẹp của họ. Alisha đã khóc rất nhiều, Jasmia và Mariah rơi phẳng trong hình ảnh của họ, trong khi Ashley bị mắng vì suy nghĩ vượt ngoài kiểm soát.
Tại phòng đánh giá, Tyra nói rằng mặc dù cô là người Mỹ, cô sẽ không thiên vị đối với đánh giá các cô gái trong cuộc thi. Catherine, Kyle, Laura, Seymone và Sophie nhận được lời khen ngợi, trong khi Ashley và Jasmia thấy mình ở top nguy hiểm cho hình ảnh không nổi bật của họ. Tyra trao bức ảnh cuối cùng Ashley, dẫn đến loại bỏ Jasmia.
- Người có bức ảnh xuất sắc nhất tuần: Seymone Cohen-Fobish
- Nằm trong top nguy hiểm: Ashley Brown & Jasmia Robinson
- Thí sinh bị loại: Jasmia Robinson
- Khách mời: Kelly Osbourne, Oliver Tolentino, Michael Buffer

### Tập 2: Kris Jenner
Lên sóng: 7 tháng 3, 2012
13 cô gái còn lại được thay đổi vẻ ngoài tại tiệm salon Sally Hershberger. Hầu hết các cô gái ưng ý vẻ ngoài của họ. Ngoại trừ Louise, đã rất thất vọng khi tóc mình bị cắt ngắn. Trong khi đó, Eboni bị xõa tóc khi kết thúc việc trang điểm và chụp ảnh của mình và trở nên khó chịu cho phần còn lại của ngày.
| Thí sinh  | Thay đổi vẻ ngoài                      |
| --------- | -------------------------------------- |
| Alisha    | Tóc 1 nửa đầu                          |
| Annaliese | Tóc xù                                 |
| Ashley    | Tóc nâu                                |
| AzMarie   | Cạo chữ "ANTM" đằng sau đầu            |
| Candace   | Tóc duỗi                               |
| Catherine | Tóc đỏ                                 |
| Eboni     | Tóc duỗi (đôi khi búi tóc hai bên lên) |
| Kyle      | Tóc màu sữa sô-cô-la                   |
| Laura     | Tóc đỏ vàng xanh                       |
| Louise    | Tóc ngắn mạnh mẽ                       |
| Mariah    | Tóc Ombre                              |
| Seymone   | Tóc uốn                                |
| Sophie    | Tóc hồng pha chút vàng                 |

Ngày hôm sau, các cô gái đã có một buổi chụp ảnh về chủ đề các em bé phải ăn một số món ngon từ đất nước các đội khác, bao gồm cả haggis, marmite, mịn, đồi heo, tiết canh, chân lợn, và bơ đậu phộng. Candace bị kích thích bởi Seymone khi cô nói đùa về khi nói về haggis. Để chụp hình, các cô gái đã phải đặt ra như trẻ trong nhóm, với Kris Jenner đặt ra là mẹ và con gái thực tế cuộc sống của mình Kendall và Kylie đặt ra là chị em của mình.
| Nhóm                      |
| ------------------------- |
| Alisha & Louise           |
| Annaliese & Seymone       |
| Ashley & AzMarie          |
| Candace & Eboni           |
| Catherine, Laura & Sophie |
| Kyle & Mariah             |

Tại bảng đánh giá, các giám khảo xét thấy các cô gái Vương quốc Anh vượt trội so với các cô gái Mỹ trong mỗi shot, nhưng Laura nhận được cuộc gọi đầu tiên ra. Seymone bị chỉ trích vì chỉ đơn giản là tìm kiếm "vẻ đẹp" trong bức ảnh của mình, trong khi Mariah bị khiển trách vì quá sexy. AzMarie cũng đấu tranh để vào nhân vật, dẫn đến Ashley rõ hơn cô trong bức ảnh.

Mariah và Seymone thấy mình ở dưới cùng hai. Cuối cùng, Tyra đưa bức ảnh cuối cùng cho Seymone, cô có tính cách nổi trội nên Tyra đã cứu cô, trong khi Mariah đã trở thành cô gái đầu tiên của Mỹ phải rời cuộc thi.
- Người có bức ảnh xuất sắc nhất tuần: Laura LaFrate
- Nằm trong top nguy hiểm: Mariah Watchman & Seymone Cohen-Fobish
- Thí sinh bị loại: Mariah Watchman
- Nhiếp ảnh gia: Douglas Friedman
- Khách mời: Kris Jenner, Kendall Jenner, Kylie Jenner, Sally Hershberger, Victoria Recaño, Neeko, Amy Nadine

### Tập 3: Cat Deeley
Lên sóng: 14 tháng 3, 2012
Sau khi loại bỏ Mariah, các cô gái Anh rất hay chơi khăm Seymone bằng cách ném quả bóng giấy vào cô ấy trong khi cô ngủ, dẫn đến một cuộc đụng độ giữa Seymone và các cô gái Anh. Sáng hôm sau, Tyra thăm các cô gái để giảng dạy và cung cấp cho họ sức mạnh siêu mẫu của họ, hoặc "Intoxibella" quyền hạn của mình, từ cuốn sách của mìnhModelland. Cô cũng nói với các cô gái về "Super Mogul", mà là về việc bị một doanh nhân và có công việc khác liên quan đến người mẫu.
| Thí sinh  | Siêu quyền lực |
| --------- | -------------- |
| Alisha    | Gam-A-Tronica  |
| Annaliese | Excite-To-Buy  |
| Ashley    | Charismia      |
| AzMarie   | Andro-Genia    |
| Candace   | Exotica        |
| Catherine | Era-Descent    |
| Eboni     | 30-Never       |
| Kyle      | Next-Doorisa   |
| Laura     | Zagalicious    |
| Louise    | Chameeleoné    |
| Seymone   | Fiercely Real  |
| Sophie    | Illuminata     |

Sau đó, các cô gái gặp Kelly Cutrone cho buổi chụp hình của họ, đó là một chiến dịch quảng cáo cho very.com. Sau khi các cô gái được chia thành nhóm theo quốc gia, họ gán cho mình một ý tưởng cho buổi chụp hình, một trưởng nhóm, 2 người chọn quần áo, 2 người làm tóc và make-up, mua đạo cụ, và sơ tuyển người mẫu nam được thực hiện thông qua điện thoại Virgin Mobile.
| Nội dung                            | Anh                | Mỹ                |
| ----------------------------------- | ------------------ | ----------------- |
| Chủ đề                              | Mốt những năm 60   | Tình yêu lập dị   |
| Trưởng nhóm                         | Annaliese          | AzMarie           |
| Chọn quần áo, trang điểm và make-up | Annaliese & Louise | AzMarie & Eboni   |
| Đi mua đạo cụ                       | Alisha & Catherine | Kyle & Laura      |
| Đi tuyển người mẫu nam              | Ashley & Sophie    | Candace & Seymone |

Tại buổi chụp hình, Candace đấu tranh để diễn tả hơn với khuôn mặt của cô, trong khi Eboni không diễn tả được trong trang phục của mình. Ashley có vẻ " chán ghét " trong việc đi tuyển của mình, trong khi Louise đổ lỗi cho Annaliese lãng phí thời gian và không đóng vai trò là một trưởng nhóm. Trong khi chọn Louise đang make-up, có một số mâu thuẫn giữa Kelly và Louise, Kelly coi thái độ của Lousie là coi thường người khác. Sau khi chụp ảnh, các thí sinh được phép chọn hình ảnh cuối cùng của họ. Quay lại ngôi nhà, các cô gái Anh thảo luận về sự lãnh đạo vô tổ chức của Annaliese.
Tại bảng đánh giá, Sophie và Catherine nhận được lời khen ngợi, trong khi Alisha và Ashley không có lời khen ngợi. Trong phê bình của Louise, Nigel gọi cô là " trung bình " và Kelly gọi cô là "thô lỗ" mà thái độ của Louise đang nói chuyện Kelly đối với cô là thô lỗ. Điều này cuối cùng dẫn đến các giám khảo nhận xét về thái độ của Louise quá tệ bạc và cô đã bỏ cuộc thi. Trong buổi loại, tên của Louise được gọi và Tyra tiết lộ rằng cô sẽ vẫn trong cuộc thi mà cô không để lại theo cách riêng của mình (mặc dù có một thái độ xấu và nói chuyện lại với ban giám khảo). Alisha, Ashley, Candace và Eboni được gọi ra cùng top nguy hiểm, tất cả khách hàng đều không thích họ. Tuy nhiên, Tyra đưa cho các cô gái một bức ảnh với tất cả bốn bức ảnh của họ và quyết định không gửi bất kỳ thí sinh nào về nhà, một phần là do họ có tố chất trở thành người mẫu.
- Bỏ cuộc: Louise Watts
- Người có bức ảnh xuất sắc nhất tuần: AzMarie Livingston
- Nằm trong top nguy hiểm: Alisha White, Ashley Brown, Candace Smith, & Eboni Davis
- Thí sinh bị loại: không có
- Nhiếp ảnh gia: Jerry Metellus
- Khách mời: Cat Deeley

### Tập 4: J. Alexander
Lên sóng: 21 tháng 3, 2012
Sau khi Louise bỏ cuộc, các cô gái Anh trở lên đau buồn khi đội Anh chỉ có 5 thí sinh. Eboni trở nên thất vọng hơn thương hiệu của mình (30-Không bao giờ) và cô cảm thấy mình không thể miêu tả danh hiệu này trẻ trung và ngây thơ do giáo dục gặp khó khăn của mình. Cô phát triển sự căng thẳng đối với Kyle khi Eboni than phiền về việc rơi vào top nguy hiểm. Các thí sinh được giới thiệu với Martin Lindstrom cho thách thức của họ, mà là để trình bày và bán một sản phẩm hư cấu mà vẫn trung thành với thương hiệu của mình.
| Thí sinh  | Thương hiệu                |
| --------- | -------------------------- |
| Alisha    | TV                         |
| Annaliese | Điều khiển từ xa           |
| Ashley    | Giấy vệ sinh               |
| AzMarie   | Hộp giấy                   |
| Candace   | Hộp cà phê                 |
| Catherine | Máy sấy                    |
| Eboni     | Cây hót rác Scoogie Dogger |
| Kyle      | Kẹo bạc hà Breath Mints    |
| Laura     | Túi ni-lông                |
| Seymone   | Vitamin                    |
| Sophie    | Thuốc diệt trùng tay       |

Các giám khảo cho những thách thức là một nhóm người thường xuyên lựa chọn ra các đường phố của Los Angeles. Annaliese và Sophie nhận được phản hồi tốt, trong khi Eboni bị chỉ trích cho đến qua như một " người biết tất cả ". Kyle nhận được phản hồi tốt từ khán giả, mà giận một số cô bé, người đã nghĩ rằng thương hiệu của mình là không tốt. Eboni và Alisha tiếp tục tấn công Kyle, trong đó đẩy đến giới hạn của mình và làm cho cô ấy xem xét lại các đối thủ cạnh tranh. Annaliese cuối cùng chiến thắng thách thức khen thưởng, và giành được giải thưởng với các cô gái Anh.
Để chụp hình, các cô gái được đưa đến Sepulveda Dam tại sông Los Angeles, nơi mà họ đặt ra với những chiếc xe cổ điển của Mỹ trong khi đội mũ theo thiết kế kiểu Ailen và Nigel là nhiếp ảnh gia. Hầu hết các cô gái nhận được phản hồi tốt và tốt, trong khi Sophie, Seymone, và Candace đã đấu tranh trong quá trình quay.
Tại phòng đánh giá, AzMarie và Laura nhận được lời khen ngợi mạnh mẽ cho hình ảnh của họ. Mặc dù có một shopt hình tốt, Kyle bị khiển trách vì không trông như một người mẫu. Sophie phải đối mặt với bảng đánh giá vì không cạnh tranh được, nhưng đó là Seymone và Candace là 2 người cuối cùng cho thấy mình ở top nguy hiểm cho các bức ảnh tầm thường của họ. Seymone được ở một lần nữa và Candace bị loại khỏi cuộc thi.
- Người có bức ảnh xuất sắc nhất tuần: AzMarie Livingston
- Nằm trong tốp nguy hiểm: Candace Smith & Seymone Cohen-Fobish
- Thí sinh bị loại: Candace Smith
- Nhiếp ảnh gia: Nigel Barker
- Khách mời: Martin Lindstrom

### Tập 5: Beverly Johnson
Lên sóng: 28 tháng 3, 2012
Các thí sinh còn lại được thông báo rằng họ sẽ đi đến Toronto cho Tuần lễ thời trang LG. Các thí sinh phải làm người mẫu cho một số hãng thời trang khác nhau. Ashley, Catherine và Seymone không được nhân ở bất kỳ hãng thời trang nào, trong khi Laura và Kyle được nhận từ hiệu Pink Tartan sau khi được xem như thiếu kinh nghiệm. Eboni và Sophie kết thúc chiến thắng thách thức và phần thưởng là được trình diễn cho các hiệu thời trang.
| Buổi casting        | Thí sinh | Thí sinh  | Thí sinh | Thí sinh | Thí sinh  | Thí sinh | Thí sinh | Thí sinh | Thí sinh | Thí sinh |
| Buổi casting        | Alisha   | Annaliese | Ashley   | AzMarie  | Catherine | Eboni    | Kyle     | Laura    | Seymone  | Sophie   |
| ------------------- | -------- | --------- | -------- | -------- | --------- | -------- | -------- | -------- | -------- | -------- |
| Pink Tartan         |          |           |          |          |           |          |          |          |          |          |
| UNTTLD              |          |           |          |          |           |          |          |          |          |          |
| Triarchy            |          |           |          |          |           |          |          |          |          |          |
| Travis Taddeo       |          |           |          |          |           |          |          |          |          |          |
| Cassie Dee          |          |           |          |          |           |          |          |          |          |          |
| Martin Lim          |          |           |          |          |           |          |          |          |          |          |
| Attitude Jay Manuel |          |           |          |          |           |          |          |          |          |          |

Để chụp hình, các cô gái được che phủ bằng xi-rô cây thích lá. Các cô gái bay trở lại Los Angeles cho bảng đánh giá và hầu hết các lời khen ngợi đi với các cô gái Mỹ. Trong khi hình ảnh của cô gái Anh được phê bình, Catherine bị phá vỡ để không được diễn cho hiệu thời trang nào cả cho Toronto. Bức ảnh tuyệt vời của Eboni được gọi đầu tiên, trong khi Ashley và Catherine bị rơi xuống chót do không được đại diện bất kì hiệu thời trang nào. Catherine là thí sinh cuối cùng được gọi tên do sức mạnh tuyệt đối với bức ảnh của mình, trong khi Ashley bị loại khỏi cuộc thi mặc dù tính cách đáng yêu của mình.
- Người có bức ảnh xuất sắc nhất tuần: Eboni Davis
- Nằm trong top nguy hiểm: Ashley Brown & Catherine Thomas
- Thí sinh bị loại: Ashley Brown
- Nhiếp ảnh gia: Miguel Jacob
- Khách mời: Beverly Johnson, Kim Newport-Mimran, Jairo Betancur, Hans Koechling, Adam Taubenfligel, Travis Taddeo, Cassie Dee, Pao Lim, Danielle Martin, Jose Manuel St. Jacques, Simon Belanger, George Antonopoulos, Cynthia Florek, Erika Larva, Patrick Rahme, Anita Patrickson

### Tập 6: Jessica Sutta & Nadine Coyle
Lên sóng: 11 tháng 4, 2012
Trong phần mở đầu của tập phim, một số cô gái vô tình làm rách tai con gấu nhồi bông của Laura, đã được trao cho cô bởi người bạn đã mất của cô Kevin, và ném tai vào hồ bơi. Laura sau đó chút hết sự tức giận của mình đối với Kyle, đang cố gắng giúp đỡ, nhưng thay vì đẩy Laura trên mép. Sau đó, America's Next Top Model, Mùa thi 17: All-Stars Lisa D'Amato thông báo các thí sinh sẽ phải chia thành nhóm để quay một video âm nhạc.
| Nhóm                                 | Tên Nhóm                               | Tên Video Âm nhạc      |
| ------------------------------------ | -------------------------------------- | ---------------------- |
| Alisha, Annaliese, Catherine, Sophie | Những cô gái quyết liệt của Anh        | "We'll Mash You Up"    |
| AzMarie, Eboni, Kyle, Laura, Seymone | Các cô gái quyến rũ người Mỹ thống trị | "Stop, Drop and Tooch" |

Tại phòng thu âm, các cô gái Vương quốc Anh làm tốt hơn đáng kể các thí sinh Hoa Kỳ trong khi Catherine xuất sắc, trong khi Kyle, Eboni, AzMarie và Sophie đấu tranh. Sau đó, Tyra dạy các cô gái về các loại khác nhau của "Booty Touch". AzMarie từ chối tham gia vào bài học sau khi từ chối mặc bệ mông. Trong quá trình quay video âm nhạc, các thí sinh Anh xuất sắc, ngoại trừ Sophie, người bán một cây son và vật lộn với cảnh quay của mình, trong khi các cô gái Mỹ không làm việc như một đội. Kyle kéo giảm năng lực của đồng đội của mình, trong khi AzMarie đã bị trừng phạt vì thái độ của cô trên trường quay.
Tại buổi đánh giá, tất cả các cô gái Anh nhận được phản hồi tốt, với Sophie và Alisha coi là ứng cử viên. Điều này dẫn đến Alisha được gọi đầu tiên trong phần loại trừ, khiến cô trở thành cô gái Anh đầu tiên được gọi thứ nhất. Cô nhanh chóng theo sau người Anh còn lại: Sophie, Catherine và Annaliese. Hầu hết các người của Mỹ nhận được phản hồi trái chiều từ BGK, nhưng đó là Kyle và AzMarie người cuối cùng rơi vào top nguy hiểm. AzMarie bị khiển trách vì quá tự tin, trong khi Kyle kể rằng cô không sở hữu của mình "người mẫu bù nhìn". Mặc dù màn trình diễn mạnh mẽ trước đây của cô, AzMarie được loại bỏ sau khi Tyra trao tấm hình cuối cùng cho Kyle.
- Người có bức ảnh xuất sắc nhất tuần: Alisha White
- Nằm trong top nguy hiểm: AzMarie Livingston & Kyle Gober
- Thí sinh bị loại: AzMarie Livingston
- Nhà sản xuất: Tony Croll
- Khách mời: Nadine Coyle, Jessica Sutta, Lisa D'Amato, Tom Polce

### Tập 7: Estelle
Lên sóng: 18 tháng 4, 2012
Sau khi loại bỏ, Laura và Sophie vẫn còn tức giận với Kyle. Đối thách thức, các thí sinh được chia thành các đội của hai (Anh và Mỹ) để quảng cáo cho 1 chiến dịch chống bắt nạt trẻ em đó là B.I.O của Tyra. Sau đó, họ được giới thiệu với các đối tác là các đứa trẻ sẽ làm việc cùng họ.
| Thí sinh  | Cộng tác  |
| --------- | --------- |
| Alisha    | Anahi     |
| Annaliese | Chyna     |
| Catherine | Michelle  |
| Eboni     | Natalie   |
| Kyle      | Alicia    |
| Laura     | Esthefany |
| Seymone   | Zara      |
| Sophie    | Raquel    |

Alisha có cảm tình với đối tác của mình vì câu chuyện của cô. Các cô gái người Anh giành được thử thách và được thưởng bằng tin nhắn video từ những người thân yêu của họ thông qua Virgin Mobile.
Để chụp hình, các thí sinh đặt ra như một nghệ thuật sắp đặt tại một bữa tiệc tối với ngôi sao khách mời Estelle với chủ đề "Booty tooching".
| Nhóm                                          |
| --------------------------------------------- |
| Alisha, Kyle & Laura                          |
| Annaliese, Catherine, Eboni, Seymone & Sophie |

Một số các cô gái đã bị kỳ lạ với Kyle sau khi cô được phép có một vòng 3 bé trong khi phần còn lại của các thí sinh đều vòng 3 rất đẹp của chính mình. Mặc dù có lợi thế, Kyle đấu tranh cùng với Alisha và Catherine. Tại bảng điều khiển, Sophie nhận được là người đầu tiên gọi ra, trong khi Alisha và Kyle đã bị rơi xuống nhóm 2 người: Alisha vì không để vẻ đẹp của cô vào hình ảnh của cô và Kyle cho sự tiến bộ của mình suy giảm và thiếu tính linh hoạt. Cuối cùng, Tyra trao bức ảnh cuối cùng để Alisha và Kyle được gởi về nhà.
- Người có bức ảnh xuất sắc nhất tuần: Sophie Sumner
- Nằm trong top nguy hiểm: Alisha White & Kyle Gober
- Thí sinh bị loại: Kyle Gober
- Nhiếp ảnh gia: Ben Shaul
- Khách mời: Estelle

### Tập 8: Georgina Chapman
Lên sóng: 25 tháng 4, 2012
Hầu hết các cô gái (đặc biệt là Laura) là hạnh phúc sau khi loại bỏ Kyle. Các cô gái đã được gửi đến khách sạn Beverly Hills nơi họ gặp Kelly Cutrone và thông báo rằng họ sẽ làm người cho bộ sưu tập Dorchester. Alisha, Annaliese và Sophie đã được tất cả các lựa chọn mở cho một bộ sưu tập trình diễn thời trang. Trong thời gian thử thách, Catherine trượt trong buổi diễn tập trong khi Seymone đã bị kích thích bởi phản hồi của mình. Alisha giành được thách thức sau khi show diễn của cô (Anndra Neen) được coi là tốt nhất.
| NTK          | Người mẫu đại diện |
| ------------ | ------------------ |
| Anndra Neen  | Alisha             |
| Giulietta    | Sophie             |
| Julian Louie | Annaliese          |
| Siki Im      | Sophie             |

Cho buổi chụp ảnh của tuần, các cô gái còn lại mặc trang phục thời trang cao cấp nặng làm bằng Hello Kitty theo chủ đề phụ kiện được thiết kế bởi nhà thiết kế thời trang Philippines Francis Libiran. Annaliese gây ấn tượng mạnh các nhiếp ảnh gia và Jay, nhưng hai cô gái Mỹ vật lộn với cảnh quay: Eboni nhìn vô cùng gay gắt, và Seymone được dự kiến sẽ liên tục phàn nàn.
Tại buổi đánh giá, Alisha được ca ngợi về hình ảnh của cô và vai diễn của cô trong thời gian thử thách, cuối cùng nhận được là người đầu tiên gọi ra. Hầu hết các cô gái khác nhận được phản hồi hỗn hợp, nhưng Eboni và Seymone rơi vào top nguy hiểm: Eboni cho không bán thương hiệu của mình được và Seymone cho không tham gia cuộc thi nghiêm túc. Cuối cùng, Eboni đã được cứu và Seymone được gửi về nhà sau khi bị gọi cuối cùng hai lần.
- Người có bức ảnh xuất sắc nhất tuần: Alisha White
- Nằm trong top nguy hiểm: Eboni Davis & Seymone Cohen-Fobish
- Thí sinh bị loại: Seymone Cohen-Fobish
- Nhiếp ảnh gia: Ann He
- Khách mời: Georgina Chapman, Brownwyn Cosgrave, Phoebe Stephens, Annette Stephens, Sofia Sizzi, Julian Louie, Siki Im, Giovanna Bataglia, Derek Blasberg, Elizabeth Saltzman, Keren Craig, Francisco Costa

### Tập 9: Barney Cheng
Lên sóng: 2 tháng 5, 2012
Với việc loại bỏ Seymone, chỉ có hai cô gái người Mỹ đứng trong số bốn cô gái Anh. Mặc dù là cả Hoa Kỳ, Laura nhận vào Eboni rằng cô ấy không thích cô ấy. Nigel gửi các cô gái với một số thực phẩm Trung Quốc và nói với họ rằng họ sẽ đi đến Ma Cao cho phần còn lại của cuộc thi. Khi đến Macau, họ biết được rằng họ sẽ ở lại khách sạn MGM Macau cho phần còn lại của cuộc thi. Sophie khó chịu vì Alisha sử dụng đồ của cô mà không bỏ vào túi xách.
Sau khi các cô gái nhận được vận may và hào quang của họ từ một nhà chiêm tinh Trung Quốc Clement Chan và sinh viên của mình, họ được hướng dẫn để tái tạo hào quang của họ với thời trang. Laura giành được thách thức và chia sẻ giải thưởng này với cô ấy Eboni, người bạn Mỹ của mình, mát-xa tại MGM Six Sense Spa.
Để chụp hình, các cô gái được mặc áo lụa của Barney Cheng và phải chụp hình với con Tằm. Tại buổi đánh giá, Laura nhận được là người đầu tiên gọi ra cho bức ảnh tuyệt đẹp của cô. Mặc dù Sophie đã làm nhiều biến thể của tư thế, cuối cùng Tyra chọn ảnh tốt nhất của mình với chân của mình được hoàn toàn cắt ra bởi trang phục. Alisha và Catherine đã rơi vào top nguy hiểm, Alisha cho làm cho cái nhìn chiếc váy rẻ hơn và Catherine cho bức ảnh của mình yếu và thiếu nhất quán. Cuối cùng, Alisha đã được cứu và Catherine đã được gửi về nhà.
- Người có bức ảnh xuất sắc nhất tuần: Laura LaFrate
- Nằm trong top nguy hiểm: Alisha White & Catherine Thomas
- Thí sinh bị loại: Catherine Thomas
- Nhiếp ảnh giả: Paul Tsang
- Khách mời: Barney Cheng, Toby Leung, Isabel Augusto, Clement Chan, Anita Patrickson

### Tập 10: Tạ Đình Phong
Lên sóng: 9 tháng 5, 2012
Ngôi nhà được chia với Alisha và Eboni và Laura thì không được. Các cô gái đã được đưa tới Hồng Kông nơi họ gặp Tạ Đình Phong, người đã dạy cho họ một số môn võ thuật cơ bản để chuẩn bị cho những thách thức của họ. Tại các thách thức, mỗi cô gái có một chuyển động quay với đường cho họ để cung cấp. Laura giành được thử thách và giành được một cơ hội để ngôi sao trong một video với Tạ Đình Phong trở lại Hồng Kông. Sau khi các thách thức, các cô gái nói đùa rằng Laura quyến rũ Nicholas, và Eboni thêm rằng Laura đang làm theo cách riêng của mình lên đầu, việc này khiến cô ấy muốn ngủ.
Tại buổi chụp hình, các cô gái đặt ra trên đỉnh Tháp Ma Cao (với khai thác mà sau này chỉnh sửa ra khỏi hình ảnh), mà họ phải mang theo mưa và gió. Sophie vật lộn với việc sợ độ cao, nhưng vẫn quản lý để có hình ảnh tốt. Tại buổi đánh giá, Alisha và Eboni bị chỉ trích vì hình ảnh mờ nhạt của họ, trong khi Annaliese được so sánh với Mercedes Scelba từ America's Next Top Model, Mùa thi 2 để trở thành một người thuyết trình chứ không phải là một người mẫu thời trang. Laura được khen ngợi không để cho bất cứ điều gì đi xuống đến dây thần kinh của mình, trong khi Sophie được tuyên dương vì phải đối mặt với nỗi sợ hãi của mình và tạo ra một bức ảnh tuyệt đẹp.
Laura lại có tên gọi đầu tiên hai lần liên tiếp, trong khi Alisha và Eboni bị xuống nhóm 2 người cho năng lực tương đối yếu của họ trong suốt cuộc thi mặc dù có tiềm năng mạnh mẽ. Tyra đã đưa ra hình ảnh cuối cùng để Alisha, nhưng Alisha bật khóc và đáng ngạc nhiên chọn phải rời cuộc thi, giải thích rằng cô cảm thấy cô ấy lấy cơ hội từ những cô gái xứng đáng hơn của cô và cô đã bị mất tinh thần của mình. Tyra cho phép Alisha ra đi, nhưng trong một lần lượt gây sốc, cô ấy vẫn loại bỏ Eboni.
- Người có bức ảnh xuất sắc nhất tuần: Laura LaFrate
- Nằm trong tốp nguy hiểm: Alisha White & Eboni Davis
- Thí sinh bị loại: Eboni Davis
- Bỏ cuộc: Alisha White
- Nhiếp ảnh gia: Nigel Barker
- Khách mời: Tạ Đình Phong, Anita Patrickson

### Tập 11: Jez Smith
Lên sóng: 16 tháng 5, 2012
Ba thí sinh còn lại đi đến Hồng Kông và được chào đón bởi Kelly Cutrone cho họ thử thách casting với 4 nhà thiết kế, nơi họ có thể kiếm được 1,000 HK $ nếu được chọn. Họ từng chọn người mẫu nam của riêng mình sẽ giúp hướng dẫn họ qua thành phố. Laura bị trừng phạt chủ yếu là trên đường băng đi bộ của mình, Annaliese nhận được phản hồi trái chiều từ các nhà thiết kế, trong khi Sophie thích bởi hầu hết các nhà thiết kế và cuối cùng giành chiến thắng thử thách. Họ ăn mừng suốt đêm cùng với đồng hành của họ.
Để chụp hình, các cô gái còn lại đặt ra bên trong một chai nước hoa có kích thước to để quảng bá cho chiến dịch "Dreams Come True", với Ben Bennett như khách hàng của họ. Sophie gây ấn tượng cho khách hàng và ông Jay chụp với cô, trong khi Laura đấu tranh để nhìn mềm mại và ngọt ngào, và Annaliese nhìn cứng và đã không mang lại cá tính của mình để quay phim.
Tại buổi đánh giá, Sophie nhận được là người đầu tiên gọi ra cho năng lực vượt trội của mình tại thách thức đi catwalk và bức ảnh hoàn hảo của cô. Annaliese và Laura rơi vào top nguy hiểm lần đầu tiên, Annaliese cho là người dẫn chương trình chứ không phải là một người mẫu mặc dù cải thiện vô cùng trong suốt cuộc thi, và Laura có bức ảnh gợi cảm hơn là ngọt ngào và mơ mộng. Cuối cùng, Tyra đưa hình ảnh cuối cùng Laura và loại bỏ Annaliese.
- Người có bức ảnh xuất sắc nhất tuần: Sophie Sumner
- Nằm trong top nguy hiểm: Annaliese Dayes & Laura LaFrate
- Thí sinh bị loại: Annnaliese Dayes
- Nhiếp ảnh gia: Jez Smith
- Khách mời: Ben Bennett, William Tang, Gregory Derham, Henry Lau, Marisa Zeman, Evelyn Ho, Marco Chan, Anita Patrickson

### Tập 12: Những điều bí ẩn chưa được xem của ANTM mùa 18
Lên sóng: 23 tháng 5, 2012
Tập này chiếu những cảnh quay mà mọi người không được xem ở những tập trước của ANTM mùa 18.
- Khách mời: Anansa Sims

### Tập 13: Ai sẽ trở thành America's Next Top Model mùa 18: Cuộc xâm lược của Anh
Lên sóng: 30 tháng 5, 2012
vòng chung kết này 2 thí sinh còn lại sẽ được quay và chụp hình quảng cáo cho son môi CoverGirl Blast Flipstick. Một số clip đã được thực hiện trong suốt cuộc hành trình của họ trong cuộc thi. Laura phải vật lộn với các cảnh quay, mặc dù sau đó cô bị hoảng loạn và đã được đưa đến bệnh viện, không thể tiếp tục cảnh quay của mình. Ông Jay sau đó đã tạm gác lại việc quay của cô.
Ngày hôm sau, Valentina Serra chào đón các cô gái cho buổi chụp quảng bá cho tạp chí Vogue Italia, Sophie đấu tranh, trong khi Laura tỏa sáng và gây ấn tượng cho khách hàng.
Tyra sau đó đã đến thăm người mẫu trong căn hộ của họ để phỏng vấn cả hai. Laura nói về cuộc đấu tranh của cuộc đời mình. Trong khi đó, Sophie nói về sự thiếu tự tin của mình cho là một thí sinh người Anh cạnh tranh trong một cuộc thi Mỹ.
Trong phần thi đi catwalk cuối cùng, lần đầu tiên, các cô gái tham gia trong một show thời trang nổi ba chiều cho Forever 21. Thí sinh bị loại Catherine, Eboni, Alisha và Annaliese, cũng tham gia làm người mẫu cho chương trình. Cả hai cô gái gây ấn tượng với ban giám khảo.
Tại buổi đánh giá, Laura đã bị chỉ trích vì không cá tính trong cảnh quay của mình. Sophie xuất sắc hơn trong hình ảnh của mình hơn trong cảnh quay của mình. Nổi loạn cá tính của Laura và sự hiện diện tươi sáng của Sophie đã được đánh giá cao cả.
Sau phần thảo luận, Sophie đã được tiết lộ là người chiến thắng mùa 18 của America's Next Top Model, khiến cô trở thành người chiến thắng đầu tiên không phải là người Mỹ của chương trình.
- Top 2 chung cuộc: Laura LaFrate & Sophie Sumner
- America's Next Top Model: Sophie Sumner
- Nhiếp ảnh gia: Jez Smith
- Khách mời: Valentina Serra

## Thứ tự gọi tên
| Thứ tự | Tập       | Tập       | Tập                         | Tập       | Tập       | Tập       | Tập       | Tập       | Tập       | Tập       | Tập       | Tập    |
| Thứ tự | 1         | 2         | 3                           | 4         | 5         | 6         | 7         | 8         | 9         | 10        | 11        | 13     |
| ------ | --------- | --------- | --------------------------- | --------- | --------- | --------- | --------- | --------- | --------- | --------- | --------- | ------ |
| 1      | Seymone   | Laura     | AzMarie                     | AzMarie   | Eboni     | Alisha    | Sophie    | Alisha    | Laura     | Laura     | Sophie    | Sophie |
| 2      | Kyle      | Ashley    | Sophie                      | Laura     | AzMarie   | Sophie    | Seymone   | Sophie    | Annaliese | Sophie    | Laura     | Laura  |
| 3      | Sophie    | Eboni     | Laura                       | Kyle      | Sophie    | Catherine | Eboni     | Catherine | Sophie    | Annaliese | Annaliese |        |
| 4      | Laura     | Catherine | Kyle                        | Catherine | Seymone   | Annaliese | Annaliese | Laura     | Eboni     | Alisha    |           |        |
| 5      | Catherine | Candace   | Catherine                   | Annaliese | Laura     | Seymone   | Laura     | Annaliese | Alisha    | Eboni     |           |        |
| 6      | Candace   | Kyle      | Seymone                     | Eboni     | Kyle      | Laura     | Catherine | Eboni     | Catherine |           |           |        |
| 7      | Mariah    | Sophie    | Annaliese                   | Alisha    | Alisha    | Eboni     | Alisha    | Seymone   |           |           |           |        |
| 8      | AzMarie   | Annaliese | Louise                      | Ashley    | Annaliese | Kyle      | Kyle      |           |           |           |           |        |
| 9      | Eboni     | Louise    | Alisha Ashley Candace Eboni | Sophie    | Catherine | AzMarie   |           |           |           |           |           |        |
| 10     | Louise    | Alisha    | Alisha Ashley Candace Eboni | Seymone   | Ashley    |           |           |           |           |           |           |        |
| 11     | Alisha    | AzMarie   | Alisha Ashley Candace Eboni | Candace   |           |           |           |           |           |           |           |        |
| 12     | Annaliese | Seymone   | Alisha Ashley Candace Eboni |           |           |           |           |           |           |           |           |        |
| 13     | Ashley    | Mariah    |                             |           |           |           |           |           |           |           |           |        |
| 14     | Jasmia    |           |                             |           |           |           |           |           |           |           |           |        |

     Thí sinh bị loại
     Thí sinh rút lui cuộc thi
     Thí sinh rơi vào top nguy hiểm nhưng không bị loại
     Thí sinh chiến thắng chung cuộc
- Ở tập 3, Louise dừng cuộc thi, nhưng Tyra vẫn gọi cô vì cô là người được Very.com chọn lựa, 4 cô gái Alisha, Ashley, Candace, Eboni bị rơi cuối bảng, nhưng Tyra không loại bất cứ ai cả.
- Ở tập 10, Tyra đưa tấm ảnh cuối cùng cho Alisha nhưng Alisha muốn dừng cuộc thi, nhưng Tyra đã gây sốc bằng cách vẫn loại đi Eboni.
- Tập 12 là tập chiếu những cảnh quay chưa được chiếu tại mùa 18.

### Buổi chụp ảnh
- Tập 1: Người nổi tiếng của Anh và Mỹ
- Tập 2: Em bé với Kris Jenner và con của cô
- Tập 3: Chụp ảnh cho chiến dịch Very.com
- Tập 4: Chụp ảnh với chiếc xe của Mỹ và đội mũ của Anh
- Tập 5: Chụp ảnh che phủ lên người bởi xi-rô lá phong
- Tập 6: Chia nhóm quay Video Booty Touch
- Tập 7: Bữa tiệc nổi loạn với Estelle
- Tập 8: Chụp ảnh cùng với bộ quần áo của Hello Kitty
- Tập 9: Váy lụa với con tằm tơ
- Tập 10: Đứng trên tháp Ma Cao
- Tập 11: Chụp trong lọ nước hoa to cho "Dreams Come True"
- Tập 13: Quảng cáo cho son môi CoverGirl Blast Flipstick; Chụp ảnh bìa cho tạp chí Vogue Italia